# Gare de Scry
La gare de Scry est une ancienne halte ferroviaire belge de la ligne 137, d'Acoz à Mettet située à Scry, section de la commune de Mettet, dans la province de Namur en Région wallonne.
Mise en service en 1888 par les Chemins de fer de l'État belge, elle ferme en 1954.

## Situation ferroviaire
Établie à 229 m d'altitude, la gare de Scry était située au point kilométrique (PK) 10.7 de la ligne 137, d'Acoz-Centre à Mettet entre la halte de Biesme et la Mettet.

## Histoire
Le point d'arrêt de Scry est mis en service le 1er avril 1888 par l'Administration des chemins de fer de l'État belge sur la ligne de Mettet à Acoz mise en service un an auparavant. Administrée depuis la gare de Mettet, elle devient une halte en 1897 et la construction du bâtiment des recettes a été adjugée le 8 octobre 1896. Ses installations comprennent alors une voie de garage avec quai en cul-de-sac.
Le service des trains de voyageurs sur la ligne 137 est supprimé en octobre 1954 et la section de Gougnies à Mettet ne voyait plus passer de trains après cette date. Elle est déferrée en 1965.

## Patrimoine ferroviaire
Le bâtiment des recettes, transformé en habitation, appartient au plan type 1893 des Chemins de fer de l'État belge.
Construit avec une façade en briques avec bandeaux décoratifs de brique rouge et une frise aux pignons, elle possède une aile de quatre travées à droite du corps de logis. Les ouvertures sont à linteau de pierre avec des arcs de décharge à l'étage. Les combles du rez-de-chaussée sont éclairées par un œil-de-bœuf tandis que le grenier du corps central possède des baies à arc en plein cintre au pignon. Plusieurs fenêtres du rez-de-chaussée sont omises côté rue). Mettet et les autres gares de la ligne 150 appartiennent à la variante plus ancienne.
Après sa revente à un particulier, son rez-de-chaussée a été réaménagé avec une véranda. Un garage et une clôture en briques ont été réalisés sur le tracé de l'ancienne ligne ferroviaire. La maison de garde barrière voisine est également conservée comme logement.